# Борислав Сарафов
Борислав Боби Сарафов е български полицай и юрист, директор на Националната следствена служба от 18 декември 2017 г., и.д. главен прокурор на Република България от 16 юни 2023 г., след отстраняването на Иван Гешев от поста на 15 юни 2023 г.

## Биография
Роден е 16 август 1969 г. в София. През 1987 г. завършва 27 ЕСПУ „Акад. Георги Караславов“ в София. През 1994 г. завършва специалност „Право“ и „Охрана на обществения ред “ във Висшия институт на МВР. След това става инспектор по режимно-административната дейност в Главно управление на местата за лишаване от свобода. Остава на тази позиция до 26 януари 1996 г., когато става следовател в Софийската окръжна следствена служба. От 2001 г. е заместник-районен прокурор в Районната прокуратора в Сливница. В периода 1 юни 2001 – 5 ноември 2006 г. е прокурор в Софийска окръжна прокуратура. След това до 28 февруари 2007 г. е прокурор във Върховна административна прокуратура отдел „Съдебен“. Между 1 март 2007 и 29 юни 2011 г. е прокурор във Върховна касационна прокуратура отдел „Противодействие на организираната престъпност“. През 2011 г. става ръководител на Апелативната специализирана прокуратура. От 18 януари 2013 г. е заместник на главния прокурор на Република България, а от 18 декември 2017 г. директор на Националната следствена служба.

## Конфликт с Гешев и последващ избор
На 1 май 2023 г. в местността Ярема е извършен атентат срещу Гешев. Той обявява, че това е опит да бъде убит. В първите дни Борислав Сарафов повтаря информацията на Гешев, но впоследствие се  разграничава от него и обявява, че е бил подведен. На 15 май 2023 г. Сарафов иска публично оставката на Гешев. Сарафов обявява, че се страхува за живота си. Впоследствие публично двамата си отправят взаимни обвинения. На 15 юни 2023 г. ВСС отстранява Гешев от поста главен прокурор. На 16 юни 2023 г. Сарафов е избран за и.ф. (изпълняващ функцията) главен прокурор. Гешев обявява, че с избора на Сарафов е нарушена Конституцията и правовата държава. След това започва политическа кариера.

## Съдебни дела
Първото разследване срещу главен прокурор приключи без данни за престъпление. Според  публикация, в сайта "Биволъ" , синът на шефа на Националната следствена служба Борислав Сарафов - Боби Сарафов - който е роден през 1997 г., имал апартамент, ателие и гараж на стойност 540 хил. лв., придобити през 2018 и 2019 г.  Според сигнала става  дума за недовършена проверка от антикорупционната комисия по имотни сделки на сина на Сарафов. Проверените имотни сделки, обаче са от 2020, 2021 и 2022 г.,Определената за разследващ главния прокурор и заместниците му Даниела Талева е отказала да образува досъдебно производство по случая. По думите ѝ твърденията, които се излагат в медийните публикации, приложени в сигнала, не се потвърждават от събраните материали по проверката.